# Jassargus bucerus
Jassargus bucerus är en insektsart som beskrevs av Dlabola 1958. Jassargus bucerus ingår i släktet Jassargus och familjen dvärgstritar. Inga underarter finns listade i Catalogue of Life.